# PLATO (sonda spaziale)
PLAnetary Transits and Oscillations of stars (PLATO) è un telescopio spaziale in sviluppo da parte dell'ESA per lo studio di pianeti extrasolari tramite il metodo del transito. Grazie alle avanzate strumentazioni di bordo sarà in grado di determinare raggio e di conseguenza massa e densità dei vari esopianeti.

## Storia
PLATO è stato proposto per la prima volta nel 2007 da un gruppo di scienziati in risposta alla richiesta del programma Cosmic Vision dell'ESA. La fase di valutazione è stata completata nel corso del 2009 e nel maggio 2010 è entrata nella fase di definizione. A seguito di un invito a svolgere missioni nel luglio 2010, l'ESA ha selezionato nel febbraio 2011 quattro candidati per una missione di classe media (la missione M3) per un'opportunità di lancio inizialmente prevista nel 2024. PLATO è stato annunciato il 19 febbraio 2014 come tale missione selezionata per l'implementazione nell'ambito del programma Cosmic Vision.
Nel gennaio 2015 l'ESA ha selezionato Thales Alenia Space, Airbus DS e OHB per condurre tre studi paralleli per definire gli aspetti di sistema e sottosistema di PLATO, che sono stati completati nel 2016. Il 20 giugno 2017, l'ESA ha ammesso PLATO nel programma scientifico, il che significa che la missione può entrare in una fase di costruzione. Nei mesi successivi è stata selezionata la OHB come costruttrice del satellite.
Il consorzio di missione PLATO che è responsabile per il carico utile e per i maggiori contributi alle operazioni scientifiche è guidato dal Prof. Heike Rauer del DLR. Il progetto delle unità ottiche telescopiche è realizzato da un gruppo internazionale proveniente da Italia, Svizzera e Svezia e coordinato da Roberto Ragazzoni all'osservatorio astronomico di Padova dell'INAF. Lo sviluppo dell'unità ottica del telescopio è finanziato dall'Agenzia spaziale italiana, dalla Swiss Space Office e dall'Agenzia Spaziale Svedese. Il progetto delle 26 fotocamere è opera dell'INAF e la realizzazione è della Leonardo.
PLATO è un acronimo, ma fa anche riferimento al filosofo della Grecia classica Platone che ha anche fatto degli studi su una legge fisica che rendesse conto dell'orbita dei pianeti (stelle erranti) e in grado di soddisfare i bisogni filosofici di "uniformità" e "regolarità".

## Ottica
Il carico utile di PLATO si basa su un approccio multi-telescopico, che comprende un set di 24 "fotocamere normali" che funzionano con una cadenza di lettura di 25 s e il monitoraggio di stelle con magnitudine apparente superiore a 8, oltre a 2 fotocamere veloci funzionanti con una cadenza di 2,5 s e osservando le stelle nell'intervallo di magnitudine da 4 a 8. Le telecamere sono basate su un telescopio completamente diottrico con sei lenti; ogni telecamera ha un campo visivo di 1100° quadrati e un diametro della lente di 120 mm. Ogni telecamera è dotata di un proprio raggio di piani focali CCD, costituito da quattro CCD con 4510 x 4510 pixel.
Le 24 "normali fotocamere" saranno disposte in quattro gruppi da sei con le loro linee di vista sfalsate di un angolo di 9,2 ° dall'asse + ZPLM. Questa particolare configurazione consente il rilevamento di un campo totale di circa 2250° per puntamento. Il satellite verrà ruotato intorno alla linea di mira media di 90° ogni tre mesi, per un rilevamento continuo della stessa regione del cielo.